# 蝶々のすまんだ人生
『蝶々のすまんだ人生』（ちょうちょうのすまんだじんせい）は、1968年2月4日から同年5月26日までTBS系列局で放送されていた朝日放送製作のコメディ番組である。参天製薬の一社提供。全17回。放送時間は毎週日曜 12:15 - 12:45 （日本標準時）。

## 概要
『スチャラカ社員』の終了から9か月間のブランクを経てスタートした公開コメディ。『スチャラカ社員』主演のミヤコ蝶々が引き続き主演を務め、脚本担当の香川登志緒が引き続き脚本を担当していた。
番組は、戦災で焼け残った南大阪の長屋に住む母親と2人の子供を中心にした物語を展開。タイトルの「すまんだ」とは、大阪弁で「隅っこ」「片隅」を意味する言葉である。

## 出演者
- ミヤコ蝶々
- 芦屋雁平
- 有島一郎
- 新地和子
- 石浜祐二郎

## スタッフ
- 脚本：香川登志緒

## 主題歌
- 「すまんだ人生」（歌：都はるみ）
  - 作詞：香川登志緒／作曲・編曲：市川昭介